# Amphithyris seminula
Amphithyris seminula är en armfotingsart som först beskrevs av Philippi 1836.  Amphithyris seminula ingår i släktet Amphithyris och familjen Platidiidae. Inga underarter finns listade i Catalogue of Life.